# Tamguinguante
 (novembre 2021).
Tamguinguante est un village du Maroc dans la province d'Al Haouz sur la commune de Zerkten. En 2004 sa population était de 259 habitants.